# Douglas Everett
Douglas Newton „Doug” Everett (ur. 3 kwietnia 1905 w Cambridge, zm. 14 września 1996 w Concord) – amerykański hokeista występujący na pozycji prawego skrzydłowego, reprezentant kraju, srebrny medalista olimpijski.
W 1932 roku na igrzyskach w Lake Placid zdobył srebrny medal olimpijski w turnieju hokeja na lodzie. W turnieju zagrał w pięciu meczach, w których zdobył cztery gole.
Występował w amerykańskiej amatorskiej lidze NCAA. Od sezonu 1923/1924 do sezonu 1925/1926 reprezentował w tych rozgrywkach Dartmouth College.
W 1974 roku został wpisany do United States Hockey Hall of Fame.